# La poule merveilleuse
La poule merveilleuse je francouzský němý film z roku 1902. Režisérem je Ferdinand Zecca (1864–1947). Film trvá necelé dvě minuty.

## Děj
Kouzelník vytáhne z klobouku slepici, kterou vzápětí položí na stůl. Vytáhne z ní šest vajec, které uspořádá do řady. Každé vejce rozbije o talířek, čímž přivede na svět šest malých kuřátek. Ty následně vrátí do skořápek, které na závěr vloží zpět do slepice.